# Elaphoglossum bellermannianum
Elaphoglossum bellermannianum är en träjonväxtart som först beskrevs av Ki., och fick sitt nu gällande namn av Moore. Elaphoglossum bellermannianum ingår i släktet Elaphoglossum och familjen Dryopteridaceae. Inga underarter finns listade.